# Maca Carriedo
María del Carmen Carriedo Castillo (Tijuana, Baja California; 5 de abril de 1986), más conocida como Maca Carriedo es una conductora de televisión mexicana.

## Biografía
Maca inició su carrera en los medios de comunicación en Telefórmula, luego pasó por EXA, Ibero 90.9, y antes de entrar a la televisión en Televisa participó en "La Taquilla con René Franco" y en Diario 24 Horas.
La presentadora tiene un juego llamado #MacaEresTú en donde sus seguidores la etiquetan o le envían fotos en donde aparecen personas que son parecidas a ella, ya sea por su corte de cabello o silueta.
También le han hecho bromas afirmando que se parece a famosos como Pink, Katy Perry o Justin Bieber.
Maca es una periodista que se destaca por Su corte de cabello platinado, vestuario y características frases ocasionan polémica, pero ella prefiere mantenerse lejos de los chismes y prefiere que su trabajo innovador hable.
La conductora es conocida por su comentarios sarcásticos y de humor negro
Maca estuvo en el programa de espectáculos ‘Intrusos’ como conductora, hasta que con gran controversia dejó la emisión, ya que denunció que fue víctima de homofobia y en su lugar entró Atala Sarmiento, por lo que en un mensaje de la periodista Susana Moscatel en Twitter, se ve a Maca apoyando al equipo de ‘Ventaneando’ ahora que se anunció la salida de ‘Intrusos’.

### Hoy
Maca llegó al programa Hoy para agregar opiniones subjetivas con un estilo único (en teoría), así como sus comentarios y puntos de vista. Por su estilo de opinión, se gana la admiración de los seguidores del programa, 
Ha causado controversia en varias ocasiones; una de ellas cuando se rapó, otra, cuando reveló su verdadero nombre. Los televidentes se han llevado varias sorpresas cada que la compañera de Galilea Montijo hace una revelación sobre su vida personal; todos recuerdan cuando sin tapujos dijo que su nombre de pila era María del Carmen Carriedo Castillo.
Luego condujo una nueva sección dentro del matutino llamado “El Macanazo”, en donde se encargó de presentar a la audiencia videos chistosos o sorprendentes de internet, y que luego comentó.
Aunque Maca Carriedo confesó que continuaría en la nueva etapa de Hoy, la popular conductora señaló que su participación sería semanal y esperó que con el tiempo se volvería más regular, pero salió en febrero del 2019.

### Vida personal
Maca es abiertamente lesbiana y su sexualidad ha sido tema de polémica desde que apareció en la televisión. Las críticas sobre su sexualidad nunca le han importado, en algún momento aseguró en una entrevista: "A mí no me importa con quién se va a la cama nadie, y asumo que a nadie le debe de importar con quién me voy yo".
Es considerada la Ellen Degeneres mexicana por su parecido físico con el de la presentadora de televisión estadounidense.
Está adentrada en el mundo del automovilismo. Ha colaborado con marcas referentes al deporte y a la tecnología.
Muy activa en redes sociales, Maca cuenta con 900 mil seguidores en Instagram.
Se volvió tendencia en redes sociales cuando reveló haber sido víctima de la homofobia en su lugar de empleo, aunque no reveló el nombre de la persona que le hizo la grosería, y así lo narró en un video que subió al canal "La Saga de Adela Micha" en YouTube: “Una compañera de trabajo me dijo que era desagradable que le coqueteara a un hombre porque parecían dos ‘güeyes’ coqueteándose. Por primera vez enfrenté la homofobia en mi trabajo, me quedé congelada, me dejé muda, y eso está cabrón“, luego dijo que hasta sintió ganas de llorar en el momento. también añadió:  “No me dio pena por mí, me dio pena por esa persona. Soy una persona segura, me acepto como soy; en mi entorno nunca ha sido un tema cómo me veo o qué me pongo, o qué me gusta. Si yo que soy una persona plena y feliz sentí ganas de llorar, no me quiero imaginar lo que puede sentir una persona que en realidad su entorno no la acepta y que ella misma tienen vergüenza de sentir lo que siente“, y luego finalizó:  “Después de estos datos te tengo que decir que no soy yo, eres tú, y tu incapacidad de aceptar la diferencia, el color de piel, religión, preferencia sexual, lo que sea. Eres tú y tus demonios, y tus prejuicios y tu forma de pensar en pleno 2018. Entendí que simplemente hay un espejo en los que las personas no les gusta reflejarse y es más fácil romper el espejo que intentar cambiar uno mismo“, Después de compartir el video, compañeros del gremio reaccionaron al ataque y expresaron su apoyo a Maca. Entre los que hicieron sus mensajes públicos fue Galilea Montijo, su compañera en el programa matutino de Televisa. “Esooo Maca”, escribió Montijo con un emoji de las manitas aplaudiendo, también agregó un emoticono de otra manita haciendo una señal obscena dedicada a la compañera que hizo sufrir a Maca, y luego finalizó su mensaje de apoyo a Maca, “a ti te adoramos” y Maca misma le respondió a todos: “y yo a ustedes”. Roxana Castellanos también reaccionó y expresó su apoyo a Maca escribiéndole: “Te amo Maca”.
Se informó en distintos portales de noticias que en el programa La Taquilla de Radio Fórmula, el periodista de espectáculos Hugo Maldonado reveló el nombre de la persona que discriminó a Maca, de acuerdo con él, se trata de Aurora Valle, con quien Maca compartió créditos en el programa "Intrusos".
En una entrevista con La Verdad ha confesado que tiene pareja, pero que cada una vive en su casa, puesto que por el momento se sienten bien así.
Se ha enamorado tanto de hombres como mujeres, ella dice que se enamora de la persona con el empaque que venga y sobre su trabajo señala que le molesta que la juzguen.
Desde 2019 está en una relación con la actriz de teatro Paola Gómez, con la que se le ha visto en diversos eventos y en sus redes sociales.

## La Más Draga
En septiembre de 2022 se anunció que Maca sería la conductora de la quinta temporada del reality show “La Más Draga”. Compartiendo créditos con distintas personalidades del medio artístico y LGBT.
Canto el tema “Brilloteo” como parte del soundtrack de la temporada.